# Спартак: Боги арени
«Спартак: Боги арени» (англ. Spartacus: Gods of the Arena) — американський історичний телесеріал-приквел до серіалу Спартак: Кров і пісок. Прем'єрний показ серіалу з 6 частин відбувся на кабельному каналі Starz з 21 січня 2011 по 25 лютого 2011 року.

## Сюжет
Будинок Гладіаторів знаходиться на підйомі, гріючись у променях слави непереможного чемпіона Ганніка, чия майстерність володіння мечем може зрівнятися тільки з його непомірною жагою вина і жінок. Це той час, який так чекав молодий Батіат, і тепер заради влади він готовий будь-якими засобами розправитися з кожним, хто встане на його шляху. В закулісних інтригах йому допоможе його вірна і обачлива дружина Лукреція, здатності якої доповнені талантами спокусливої і підступної подруги Гаї. Разом вони підуть на все, щоб обдурити натовп, захопити владу і вичавити з Капуї всю кров до останньої краплі.

## У ролях
| Актор              | Роль                  |
| ------------------ | --------------------- |
| Джон Ганна         | Квінт Лентулій Батіат |
| Люсі Лоулес        | Лукреція              |
| Ману Беннетт       | Крікс                 |
| Пітер Менса        | Еномай                |
| Дастін Клер        | Ганнік                |
| Крейг Волш Райтсон | Солоній               |
| Леслі-Енн Брандт   | Невія                 |
| Антоніо Те Майохо  | Барка                 |
| Шейн Рангі         | Даган                 |
| Джесіка Грейс Сміт | Діона                 |
| Райчо Васілев      | Гней                  |
| Нік Тарабей        | Ашур                  |
| Джеймі Мюррей      | Гая                   |
| Девід Остін        | Медик                 |
| Маріса Рамірес     | Мелітта               |
| Брук Вільямс       | Аурелія               |

## Епізоди
| # | Назва                                     | Режисер        | Сценарист                       | Дата прем'єри  | К-сть переглядів в США (у мільйонах) |
| - | ----------------------------------------- | -------------- | ------------------------------- | -------------- | ------------------------------------ |
| 1 | «Колишні проступки» «Past Transgressions» | Джессі Варн    | Стівен С. ДеНайт                | 21 січня 2011  | 1.10                                 |
| 2 | «Пощада» «Missio»                         | Рік Джейкобсон | Морісса Танчароен та Джед Відон | 28 січня 2011  | 1.14                                 |
| 3 | «Голова сім'ї» «Paterfamilias»            | Майкл Херст    | Аарон Хелбінг та Тод Хелбінг    | 4 лютого 2011  | 1.26                                 |
| 4 | «Під маскою» «Beneath the Mask»           | Брендан Махер  | Сімус Кавін Фахей та Міша Ґрін  | 11 лютого 2011 | 1.11                                 |
| 5 | «Розплата» «Reckoning»                    | Джон Фавцет    | Брент Флетчер                   | 18 лютого 2011 | 1.38                                 |
| 6 | «Гіркий фінал» «The Bitter End»           | Рік Джейкобсон | Стівен С. ДеНайт                | 25 лютого 2011 | 1.72                                 |